# Bondy
Bondy este un oraș în Franța, în departamentul Seine-Saint-Denis, în regiunea Île-de-France, la nord-est de Paris.

## Personalități născute aici
- Jean-Pascal Zadi (n. 1980), actor, cântăreț;
- Randal Kolo Muani (n. 1998), fotbalist;
- William Saliba (n. 2001), fotbalist.

1. ↑  répertoire géographique des communes, accesat în 26 octombrie 2015
2. ↑  dataset of postal codes in France, 1 octombrie 2018